# Murklor

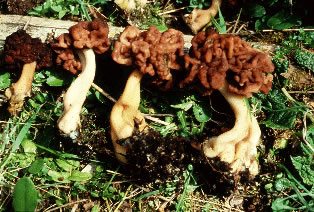
Stenmurkla, Gyromitra esculenta.

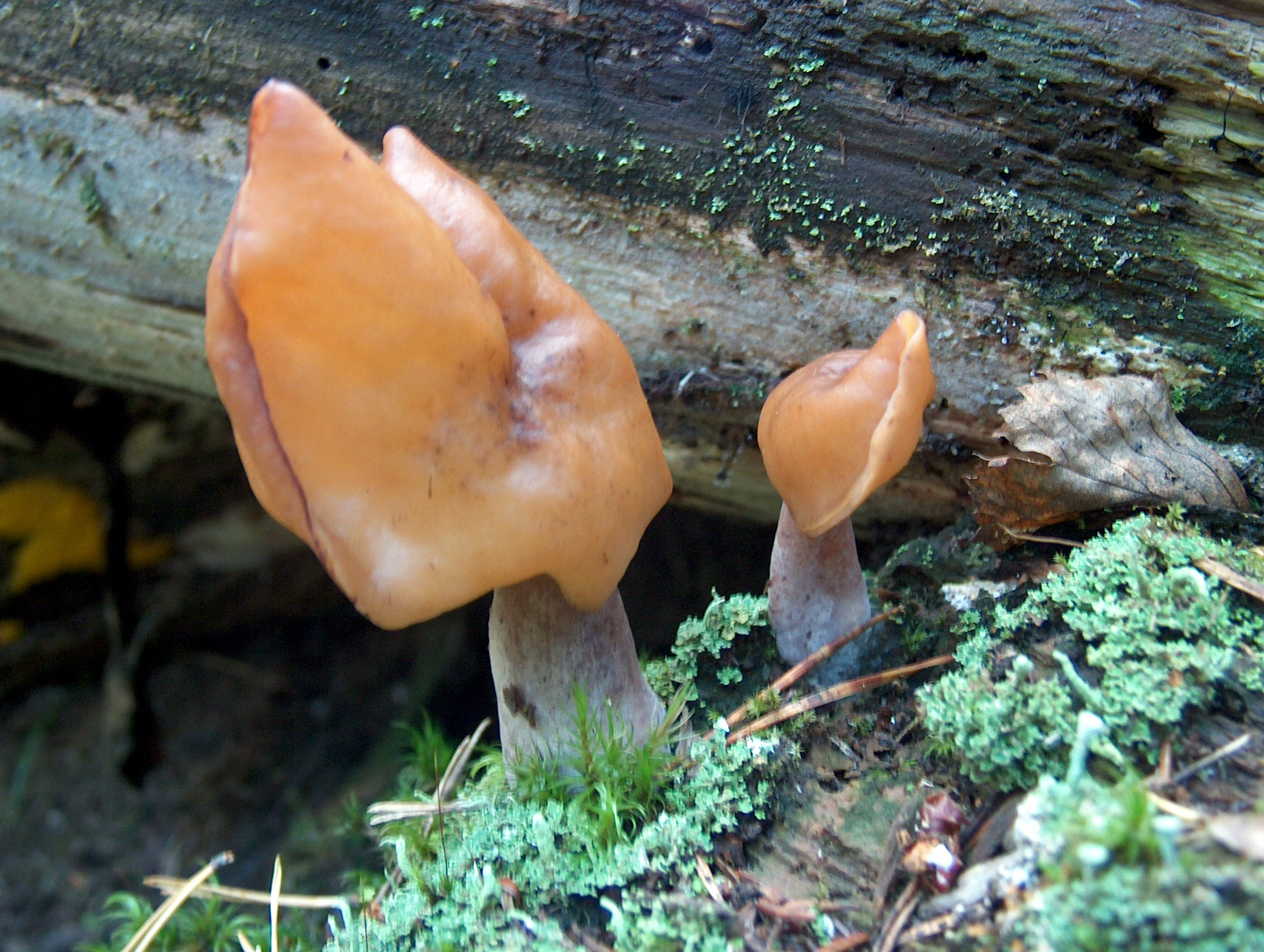
Biskopsmössa, Gyromitra infula

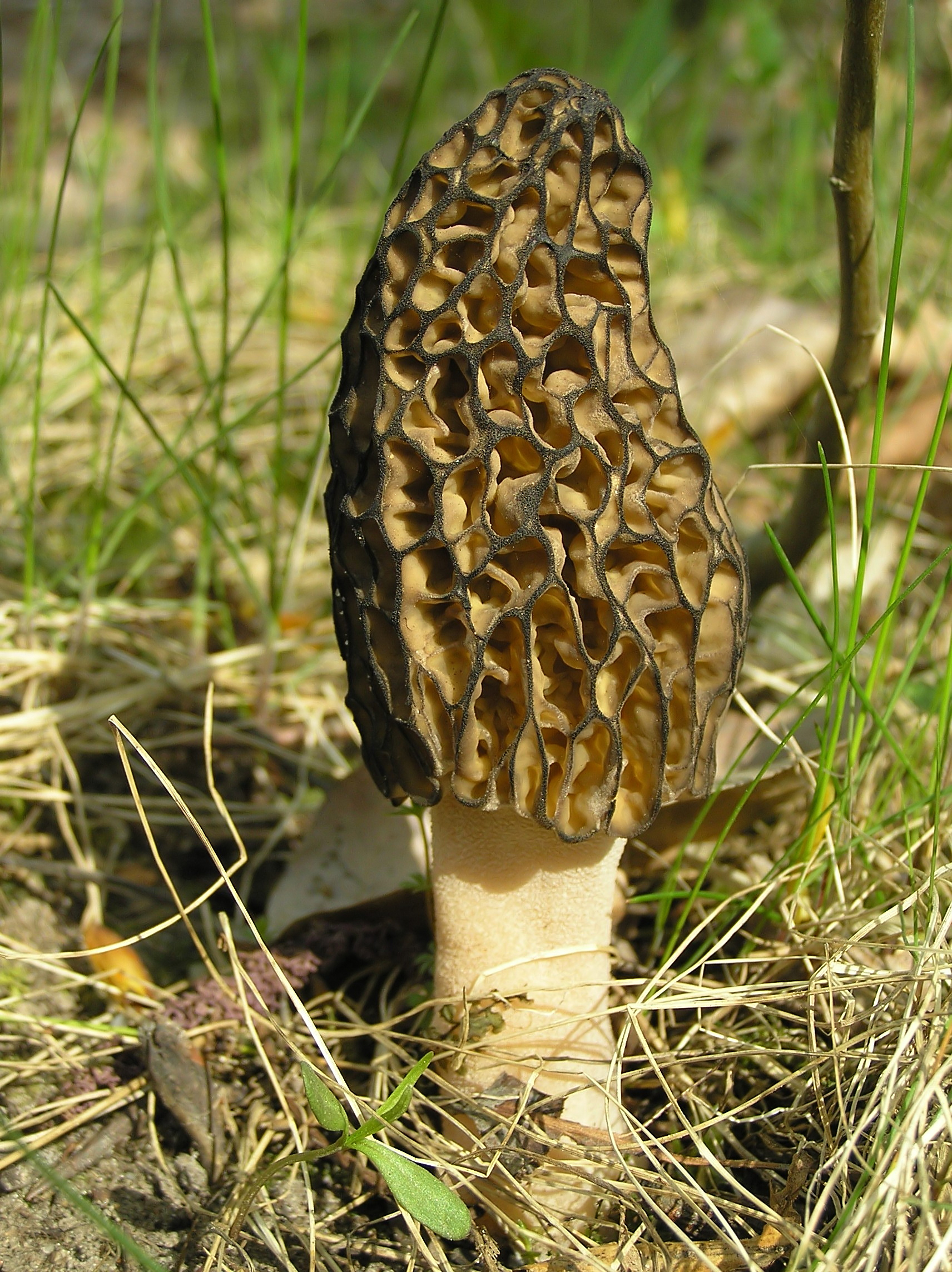
Toppmurkla, Morchella conica.

Murklor är svampar från flera släkten av sporsäckssvampar (Ascomycota). De ingår i ordningen skålsvampar (även kallad disksvampar).
Murklor har oftast fot samt ett möss- eller skålformigt hattparti, hos vissa med hjärn- eller valnötsliknande former, och skiljer sig liksom övriga sporsäckssvampar från många andra svampar, till exempel porsvampar och taggsvampar, genom att sakna tydliga sporpartier. De är i allmänhet ihåliga i fot och hatt. 
Några murklor är ätliga, men bland annat stenmurkla (känd som en delikatess) är mycket giftig, och Livsmedelsverket i Sverige avråder från att äta den, även efter torkning och förvällning. Den finländska motsvarigheten till det svenska Livsmedelsverket, Livsmedelssäkerhetsverket Evira, bedömer emellertid att stenmurkla går bra att äta om den först förvälls två gånger i rikligt med vatten.

## Arter
Exempel på arter som kan räknas som murklor:
- Genus Morchella
  - Toppmurkla, Morchella conica

- Genus Gyromitra
  - Stenmurkla, Gyromitra esculenta
  - Blek stenmurkla, Gyromitra gigas
  - Biskopsmössa (även kallad brun hattmurkla), Gyromitra infula

- Genus Helvella
  - Svart hattmurkla, Helvella lacunosa
  - Vit hattmurkla, Helvella crispa
  - Smal hattmurkla, Helvella elastica

- Övriga
  - Bombmurkla, Sarcosoma globosum
  - Örmurkla, Discini perlata
  - Stort haröra, Otidea onotica
  - Brunskål, Peziza hadia
  - Mönjeskål (även brandgul skålsvamp respektive brandgul skålmurkla), Aleuria aurantia
  - Luden skålmurkla, Humaria hemisphaerica
  - Ögonskål, Lachnea scutellata
  - Rotskål, Sclerotinia tuberosa
  - Mössmurkla, Cudonia confusa
  - Spadmurkla, Spathularia flavida
  - Slemmurkling, Leotia lubrica